# Забор под напряжением
Забор под напряжением состоит из металлической проволоки под напряжением от 2 до 10 кВ, но при касании напряжение падает до безопасного значения (около 100В), и потому не смертельно (сила тока ограничена).
Забор под напряжением был впервые описан в 1889 году Марком Твеном. Первым применил этот забор в 1936 году новозеландец Уильям Белл Галлахер.
Фермеры обычно используют такой забор для удержания крупного рогатого скота, чтобы они не выходили за пределы определённого участка. Зачастую вместе с забором также используют колючую проволоку, чтобы животное не смогло перепрыгнуть забор.

## Материал
Сначала для забора использовали колючую металлическую проволоку, потом её заменили на нейлоновую нить с нержавеющей сталью.

## Поведение скота
Скот после нескольких ударов током понимает, что ему нельзя выходить за пределы участка. После этого фермеры часто отключают ток. Больше всего времени на понимание приходится лошадям.

## Заборы для удержания людей
В 1905 году во время русско-японской войны в Порт-Артуре русская армия импровизировала электрические заграждения. В 1915 году, во время Первой мировой войны, немецкая армия установила "Проволоку смерти" - электрифицированные заграждения вдоль границы между Бельгией и Нидерландами для предотвращения несанкционированного перемещения людей через границу. Заграждения протяженностью 300 километров состояли из нескольких нитей медной проволоки, обнесенных колючей проволокой и находившихся под напряжением в несколько тысяч вольт. По оценкам, из-за этих заграждений погибло около 3 000 человек, а также был уничтожен домашний скот.
И в наше время заборы под напряжением используются в тюрьмах.

## Применение в фильмах
В фильме «Парк Юрского Периода» заборы под напряжением использовались для удержания динозавров в вольерах. Во время отключения системы безопасности заборы были обесточены, вследствие чего тираннозавр вырвался из вольера и напал на главных героев фильма, вместе с другими хищными и травоядными животными, такими как дилофозавр, велоцираптор, брахиозавр и паразауролоф.